# Eléni Daniilídou
Eléni Daniilídou (in greco Ελένη Δανιηλίδου?; La Canea, 19 settembre 1982) è un'ex tennista greca.

## Biografia
Eleni Daniilídou, destrimane, è approdata al professionismo nel 1996. Prediligeva il cemento. Il suo miglior colpo era il rovescio classico ad una mano.
Ha raggiunto il suo miglior piazzamento nel ranking mondiale il 12 maggio 2003, arrivando al numero 14. Nel doppio è arrivata sino al numero 21 (29 gennaio 2007).
Nel circuito WTA ha vinto cinque tornei in singolare e tre nel doppio. Nel 2003 è arrivata alla finale degli Open australiani nel doppio misto.

## Statistiche

### Singolare

#### Vittorie (5)
| Legenda               |
| --------------------- |
| Grande Slam (0)       |
| Ori Olimpici (0)      |
| WTA Championships (0) |
| Tier I (0)            |
| Tier II (0)           |
| Tier III (1)          |
| Tier IV (4)           |

| N. | Data            | Torneo                                | Superficie | Avversari in finale | Punteggio     |
| 1. | 22 giugno 2002  | UNICEF Open, 's-Hertogenbosch         | Erba       | Elena Dement'eva    | 3-6, 6-2, 6-3 |
| 2. | 5 gennaio 2003  | ASB Classic, Auckland                 | Cemento    | Yoon Jeong Cho      | 6-4, 4-6, 7-6 |
| 3. | 10 gennaio 2004 | ASB Classic, Auckland (2)             | Cemento    | Ashley Harkleroad   | 6-3, 6-2      |
| 4. | 1º ottobre 2006 | Hansol Korea Open, Seul               | Cemento    | Ai Sugiyama         | 6–3, 2–6, 7–6 |
| 5. | 11 gennaio 2008 | Moorilla Hobart International, Hobart | Cemento    | Vera Zvonarëva      | Walkover      |

#### Sconfitte in finale (1)
| Legenda               |
| --------------------- |
| Grande Slam (0)       |
| Ori Olimpici (0)      |
| WTA Championships (0) |
| Tier I (0)            |
| Tier II (1)           |
| Tier III (0)          |
| Tier IV (0)           |

| N. | Data             | Torneo             | Superficie | Avversari in finale | Punteggio     |
| 1. | 9 settembre 2002 | Brasil Open, Bahia | Cemento    | Anastasija Myskina  | 3-6, 6-0, 2-6 |

### Doppio

#### Vittorie (3)
| Legenda: Prima del 2009 | Legenda: Dal 2009     |
| ----------------------- | --------------------- |
| Grande Slam (0)         |                       |
| Ori Olimpici (0)        |                       |
| WTA Championships (0)   |                       |
| Tier I (0)              | Premier Mandatory (0) |
| Tier II (1)             | Premier 5 (0)         |
| Tier III (0)            | Premier (0)           |
| Tier IV & V (0)         | International (2)     |

| N. | Data              | Torneo                             | Superficie | Compagna           | Avversari in finale                   | Punteggio        |
| 1. | 12 giugno 2004    | Bank of the West Classic, Stanford | Cemento    | Nicole Pratt       | Claudine Schaul Iveta Benešová        | 6-2, 6-4         |
| 2. | 28 luglio 2010    | Istanbul Cup, Istanbul             | Cemento    | Jasmin Wöhr        | Marija Kondrat'eva Vladimíra Uhlířová | 6–4, 1–6, [11–9] |
| 3. | 10 settembre 2010 | Tashkent Open, Tashkent            | Cemento    | Vitalija D'jačenko | Ljudmyla Kičenok Nadežda Kičenok      | 6-4, 6-3         |

#### Sconfitte in finale (9)
| Legenda: Prima del 2009 | Legenda: Dal 2009     |
| ----------------------- | --------------------- |
| Grande Slam (0)         |                       |
| Ori Olimpici (0)        |                       |
| WTA Championships (0)   |                       |
| Tier I (0)              | Premier Mandatory (0) |
| Tier II (2)             | Premier 5 (0)         |
| Tier III (2)            | Premier (0)           |
| Tier IV & V (2)         | International (3)     |

| N. | Data              | Torneo                                       | Superficie  | Compagna            | Avversari in finale                            | Punteggio           |
| 1. | 4 maggio 2003     | Warsaw Open, Varsavia                        | Terra rossa | Francesca Schiavone | Liezel Huber Magdalena Maleeva                 | 6-3, 4-6, 2-6       |
| 2. | 22 febbraio 2004  | Proximus Diamond Games, Anversa              | Cemento     | Myriam Casanova     | Cara Black Els Callens                         | 2-6, 1-6            |
| 3. | 12 giugno 2005    | DFS Classic, Birmingham                      | Erba        | Jennifer Russell    | Daniela Hantuchová Ai Sugiyama                 | 2-6, 3-6            |
| 4. | 30 novembre 2006  | Gaz de France Stars, Hasselt                 | Sintetico   | Jasmin Wöhr         | Lisa Raymond Samantha Stosur                   | 2–6, 3–6            |
| 5. | 24 settembre 2007 | Hansol Korea Open Tennis Championships, Seul | Cemento     | Jasmin Wöhr         | Chuang Chia-jung Hsieh Su-wei                  | 2–6, 2–6            |
| 6. | 7 gennaio 2008    | Moorilla Hobart International, Hobart        | Cemento     | Jasmin Wöhr         | Anabel Medina Garrigues Virginia Ruano Pascual | 2–6, 4–6            |
| 7. | 30 aprile 2011    | Estoril Open, Estoril                        | Terra rossa | Michaëlla Krajicek  | Alisa Klejbanova Galina Voskoboeva             | 4–6, 2–6            |
| 8. | 21 luglio 2013    | Gastein Ladies, Bad Gastein                  | Terra rossa | Kristina Barrois    | Sandra Klemenschits Andreja Klepač             | 1-6, 4-6            |
| 9. | 28 luglio 2013    | Baku Cup, Baku                               | Cemento     | Aleksandra Krunić   | Iryna Burjačok Oksana Kalašnikova              | 6-4, 6(3)–7, [4-10] |

### Doppio misto

#### Sconfitte (1)
| Tornei del Grande Slam  |
| ----------------------- |
| Australian Open (1)     |
| Open di Francia (0)     |
| Torneo di Wimbledon (0) |
| US Open (0)             |

| N. | Data            | Torneo                     | Superficie | Compagno        | Avversari in finale              | Punteggio |
| 1. | 26 gennaio 2003 | Australian Open, Melbourne | Cemento    | Todd Woodbridge | Leander Paes Martina Navrátilová | 4-6, 5-7  |

## Risultati in progressione
| Sigla | Risultato               |
| ----- | ----------------------- |
| V     | Vincitore               |
| F     | Finalista               |
| SF    | Semifinalista           |
| O     | Oro olimpico            |
| A     | Argento olimpico        |
| SF    | Bronzo olimpico         |
| QF    | Quarti di Finale        |
| 4T    | Quarto turno            |
| 3T    | Terzo turno             |
| 2T    | Secondo turno           |
| 1T    | Primo turno             |
| RR    | Round Robin             |
| LQ    | Turno di qualificazione |
| A     | Assente                 |
| ND    | Non disputato           |

| Legenda superfici    |
| -------------------- |
| Cemento              |
| Terra battuta        |
| Erba                 |
| Superficie variabile |

### Singolare
| Torneo               | 2001 | 2002 | 2003 | 2004 | 2005 | 2006 | 2007 | 2008 | 2009 | 2010 | 2011 | 2012 | 2013 | 2014 |
| -------------------- | ---- | ---- | ---- | ---- | ---- | ---- | ---- | ---- | ---- | ---- | ---- | ---- | ---- | ---- |
| Australian Open      | A    | 3T   | 4T   | 3T   | 1T   | 1T   | 1T   | 1T   | A    | A    | A    | 2T   | 2T   | A    |
| Open di Francia      | A    | 2T   | 3T   | 1T   | 1T   | 1T   | 1T   | A    | A    | A    | 1T   | 1T   | A    | A    |
| Wimbledon            | 2T   | 4T   | 2T   | 1T   | 3T   | 1T   | 2T   | A    | A    | 1T   | 2T   | 1T   | A    | A    |
| US Open              | 3T   | 1T   | 1T   | 4T   | 1T   | 2T   | 2T   | 1T   | A    | A    | 1T   | 1T   | 1T   | A    |
| Carriera             |      |      |      |      |      |      |      |      |      |      |      |      |      |      |
| Finali raggiunte     | 0    | 2    | 1    | 1    | 0    | 1    | 0    | 1    | 0    | 0    | 0    | 0    |      |      |
| Tornei vinti         | 0    | 1    | 1    | 1    | 0    | 1    | 0    | 1    | 0    | 0    | 0    | 0    |      |      |
| Ranking di fine anno | 84   | 22   | 26   | 34   | 70   | 36   | 43   | 149  | 160  | 167  | 90   | 100  |      |      |

### Doppio nei tornei del Grande Slam
| Torneo          | 2001 | 2002 | 2003 | 2004 | 2005 | 2006 | 2007 | 2008 | 2009 | 2010 | 2011 | 2012 | 2013 | 2014 |
| --------------- | ---- | ---- | ---- | ---- | ---- | ---- | ---- | ---- | ---- | ---- | ---- | ---- | ---- | ---- |
| Australian Open | A    | 3T   | 1T   | 1T   | QF   | 1T   | 3T   | 1T   | A    | A    | 2T   | 1T   | 1T   | A    |
| Open di Francia | A    | A    | 3T   | 1T   | 1T   | SF   | 2T   | A    | A    | 1T   | 1T   | 2T   | A    | A    |
| Wimbledon       | A    | A    | 1T   | 1T   | 2T   | QF   | 2T   | A    | A    | 1T   | 1T   | 1T   | A    | 1T   |
| US Open         | A    | A    | 1T   | 2T   | 1T   | A    | 2T   | 1T   | A    | 1T   | 2T   | 1T   | 1T   | A    |

### Doppio misto nei tornei del Grande Slam
| Torneo          | 2001 | 2002 | 2003 | 2004 | 2005 | 2006 | 2007 | 2008 | 2009 | 2010 | 2011 | 2012 | 2013 | 2014 |
| --------------- | ---- | ---- | ---- | ---- | ---- | ---- | ---- | ---- | ---- | ---- | ---- | ---- | ---- | ---- |
| Australian Open | A    | A    | F    | A    | 1T   | A    | 2T   | A    | A    | A    | A    | A    | A    | A    |
| Open di Francia | A    | A    | A    | A    | A    | A    | 1T   | A    | A    | A    | A    | A    | A    | A    |
| Wimbledon       | A    | A    | A    | A    | A    | 2T   | 1T   | A    | A    | A    | A    | A    | A    | A    |
| US Open         | A    | A    | 2T   | A    | A    | A    | A    | A    | A    | A    | A    | A    | A    | A    |

## Vittorie contro giocatrici top 10
| Stagione | 2002 | 2003 | 2004 | 2005 | Totale |
| -------- | ---- | ---- | ---- | ---- | ------ |
| Vittorie | 2    | 1    | 2    | 2    | 7      |

| #    | Giocatrice                 | Ranking | Evento                               | Superficie  | Turno | Punteggio        | Rank. EDR |
| ---- | -------------------------- | ------- | ------------------------------------ | ----------- | ----- | ---------------- | --------- |
| 2002 |                            |         |                                      |             |       |                  |           |
| 1.   | Justine Henin (1)          | 7       | Rosmalen Open, Rosmalen              | Erba        | SF    | 4-6, 7-6(9), 6-3 | 51        |
| 2.   | Monica Seles               | 5       | Brasil Open, Salvador                | Cemento     | SF    | 6-1, 7-5         | 34        |
| 2003 |                            |         |                                      |             |       |                  |           |
| 3.   | Jelena Dokić               | 10      | Open Gaz de France, Parigi           | Cemento (i) | QF    | 6-1, 6-3         | 18        |
| 2004 |                            |         |                                      |             |       |                  |           |
| 4.   | Jennifer Capriati (1)      | 5       | Dubai Tennis Championships, Dubai    | Cemento     | 2T    | 6-4, 7-6(2)      | 35        |
| 5.   | Jennifer Capriati (2)      | 7       | Miami Open, Miami                    | Cemento     | 3T    | 6-2, 6-4         | 35        |
| 2005 |                            |         |                                      |             |       |                  |           |
| 6.   | Justine Henin-Hardenne (2) | 7       | Torneo di Wimbledon, Londra          | Erba        | 1T    | 7-6(8), 2-6, 7-5 | 76        |
| 7.   | Svetlana Kuznecova         | 4       | LA Tennis Championships, Los Angeles | Cemento     | 2T    | 6-4, 6-4         | 63        |